# Tapete de Meshkinshahr
O tapete de Meshkinshahr é um tipo de tapete persa. É confeccionado na cidade de mesmo nome, na fronteira do Cáucaso, notado nos motivos de suas ornamentações, de inspiração puramente caucasiana.

## Descrição
A ornamentação é de inspiração caucasiana, isto é, geométrica. O motivo mais comum é constituído por fileiras de losangos sobre fundo liso.
Uma das particularidades destes tapetes é que a borda mais externa é de uma tintura lisa parecida com a do fundo do tapete.